# Đại học Trung Hoa
Đại học Trung Hoa (tiếng Hoa:中華大學，viết tắt:CHU) là một trường đại học dân lập ở Hương Sơn, Tân Trúc, Đài Loan, Trung Hoa Dân Quốc.
Trường được lập năm 1990. với tên Học viện Bách khoa Chung Hua, những người sáng lập là ba nhà kinh doanh Tân Trúc, Ron-Chang Wang, Zau-Juang Tsai, và Junq-Tzer Lin. Trường này được nâng cấp thành đại học và đổi tên thành "Đại học Trung Hoa" năm 1997. Có 6 trương trình  đại học với 35 khoa với các khoá đào tạo từ đại học đến thạc sĩ, tiến sĩ.